# إريك سكوت دي بي
إريك سكوت دي بي (بالإنجليزية: Erik Scott de Bie)‏ (18 يوليو 1983)؛ كاتب وروائي أمريكي.